# Vitomirești
Vitomirești est une commune roumaine située dans le județ d'Olt.